# Institut für Zweiradsicherheit
Das Institut für Zweiradsicherheit (ifz) ist ein gemeinnütziger eingetragener Verein mit Sitz in Essen. Das ifz will die Verkehrssicherheit der Motorradfahrer optimieren und auf aktuelle Schiefstände aufmerksam machen und ggf. Lösungsvorschläge bieten.

## Aufgaben
Neben dem direkten Austausch mit Multiplikatoren und Motorradfahrern sind es vor allem die eigenen Publikationen, mit denen das ifz seine Adressaten erreicht. So bietet das ifz neben wissenschaftlichen Schriften auch Gratis-Broschüren an, die Aufklärungsarbeit rund um das Thema motorisiertes Zweirad verrichten und dem Leser das richtige Verhalten im Straßenverkehr aufzeigen.
Das ifz ist in verschiedenen Gremien als Sprachrohr der Motorradfahrer vertreten, kooperiert mit Hochschulen, Universitäten und anderen Instituten und veranstaltet die zweijährliche Internationale Motorradkonferenz, die 2014 in Köln zum zehnten Male stattfindet.
Das Institut versteht sich ferner als Forschungseinrichtung. Regelmäßig werden empirische Untersuchungen sowie Fallstudien zu geplanten politischen Entscheidungen durchgeführt.

## Bibliothek
Mit über 8000 Titeln verfügt das ifz über die größte Bibliothek Europas, die sich ausschließlich mit dem Thema motorisiertes Zweirad beschäftigt.

## Aktuelles
2020 führte das ifz die Internationale Motorradkonferenz erstmals als reine Onlineveranstaltung durch. Im gleichen Jahr wurde mit StreckenHeld eine kartenbasierte Webseite veröffentlicht, die sich vorrangig an Motorradfahrende richtet. Diese können sich dort registrieren und u. a. Markierungen für Gefahrenstellen, Bikertreffs, Gastronomie, Motorradtrainingsorte setzen.